# Parlament de Canberra
El Parlament és la seu de la legislatura d'Austràlia a Canberra. Hi tenen lloc les sessions del Senat i de la Cambra de Representants. Inaugurat l'any 1988, l'edifici es troba al centre de la ciutat en un turó de la Capital i forma l'extrem sud del triangle parlamentari. La construcció de l'edifici va requerir l'eliminació de la meitat superior del túmul. Un cop acabada la closca, es va tornar a cobrir amb la terra prèviament retirada. El terrat de l'edifici del Parlament està cobert d'herba. Als peus del turó hi ha l'Antic Parlament, que va servir com a "estructura temporal" durant 61 anys.

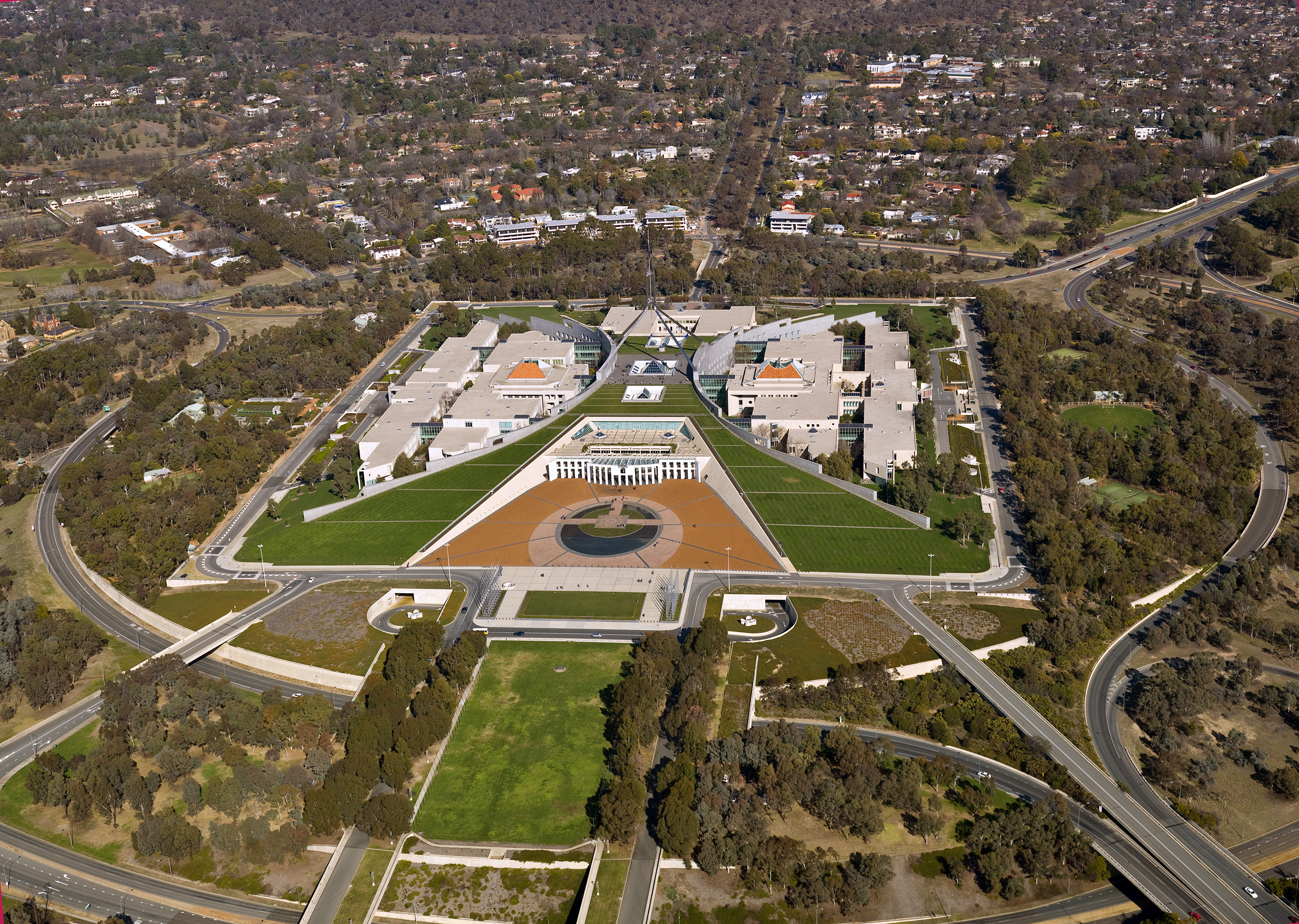
Vista aèria del Nou Parlament

## Història prèvia
Quan sis colònies britàniques es van unir per formar la Confederació Australiana el 1901, Melbourne i Sydney eren les dues ciutats més grans del país. La rivalitat era tan gran que cap ciutat hauria acceptat que l'altra es convertís en capital. L'article 125 de la Constitució d'Austràlia va establir finalment que s'hauria de construir una nova capital entre Melbourne i Sydney. Hauria d'estar al nord del riu Murray a l'estat de Nova Gal·les del Sud, però almenys a 100 milles de Sydney. Melbourne havia de ser la capital temporal fins a l'obertura del nou parlament.

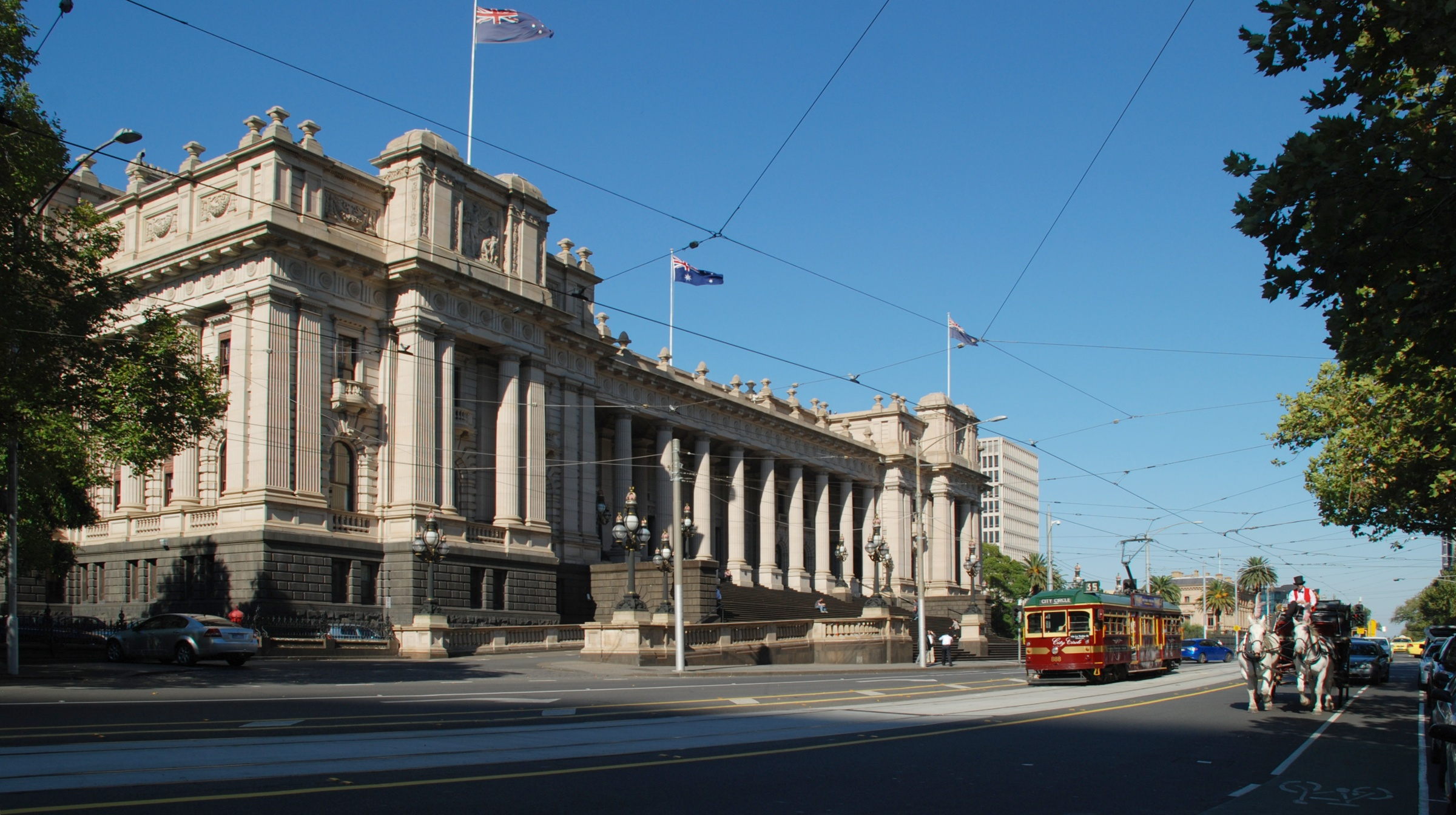
Edificis del Parlament a Melbourne

El 1909, el Parlament va acordar la ubicació de la nova capital, l'actual Canberra. El 1911 es va crear el Territori de la Capital Australiana i el 1913 van començar les obres de construcció de la nova capital prevista. Però la Primera Guerra Mundial i les dificultats econòmiques van provocar importants retards. De 1901 a 1927, el Parlament Federal es va reunir a la Casa del Parlament de Melbourne, construïda el 1856, mentre que el Parlament de l'estat victorià es va traslladar a l'Edifici Reial d'Exposicions durant un període de 26 anys.

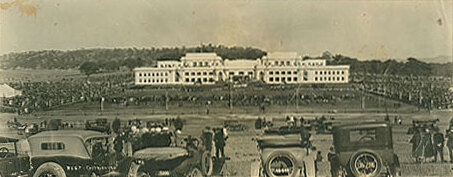
Inauguració de l'Antic Parlament (1927)

Després de la Primera Guerra Mundial, el Comitè Assessor de la Capital Federal va arribar a la conclusió que s'havia de construir un edifici del parlament "temporal" a Canberra per no perdre més temps i fer pont fins que es pogués construir un edifici "permanent". L'edifici, conegut més tard com a "Old Parliament House", va ser construït en un estil neoclàssic senzill i va ser inaugurat el 9 de maig de 1927 pel futur rei Jordi VI, en companyia del primer ministre Stanley Bruce. El Parlament es va traslladar a Canberra, i aquesta ciutat es convertí oficialment en la capital d'Austràlia.

## Planificació i construcció
El 1978, el govern del primer ministre Malcolm Fraser va decidir construir el nou parlament perquè l'"estructura provisional", que ara tenia cinc dècades, feia temps que s'havia fet massa petita. L'any següent, el govern va crear una autoritat creada especialment per a aquesta tasca, l'Autoritat de Construcció del Parlament. Es va anunciar un concurs d'arquitectura en dues etapes, per al qual va consultar el "Royal Australian Institute of Architects" i, juntament amb la "National Capital Development Commission", va proporcionar els documents del concurs. Es van presentar un total de 329 contribucions de 29 països. El guanyador del concurs va ser el despatx d'arquitectura Mitchell/Giurgola de Filadèlfia, amb l'arquitecte d'origen italià Romaldo Giurgola liderant el treball in situ. El pla era construir la major part de l'edifici dins del turó Capital i coronar el cim del turó amb un pal de bandera gegant. La façana visible està dissenyada de tal manera que, malgrat l'enorme diferència de mida, hi ha una certa similitud amb l'Antic Parlament.
Giurgola va posar èmfasi en l'estètica visual de l'edifici utilitzant l'arquitecte paisatgista Peter G. Rolland per dirigir els enginyers civils, una inversió dels rols tradicionals a Austràlia. Rolland va tenir un paper central en el disseny, desenvolupament i coordinació de tots els elements de la superfície, inclòs el disseny de piscines, pavimentació, il·luminació conceptual i ubicacions d'obres d'art. A l'hora de seleccionar les plantes es va consultar experts en horticultura dels Jardins Botànics Nacionals d'Austràlia i un viver estatal. El reg permanent es limitava a les zones més formals. La construcció va començar l'any 1981 i l'edifici estava programat per estar acabat el gener de 1988, a temps per al 200è aniversari de l'assentament europeu a Austràlia. S'esperava que tingués un cost de 220 milions de dòlars, però no es van poder complir ni el termini ni el pressupost. L'obertura es va retardar cinc mesos i finalment va tenir lloc el 9 de maig de 1988 per la reina Isabel II, de 61 anys fins a l'endemà de l'obertura de l'edifici provisional del parlament. En última instància, el cost de construcció va ser d'1.100 milions de dòlars, convertint el Parlament en l'edifici més car d'Austràlia.
En un moment donat, es va planejar enderrocar l'antic edifici del Parlament per permetre una visió sense obstacles a través del llac fins a la desfilada de l'ANZAC i el Memorial de la Guerres d'Austràlia. Tanmateix, després de violentes protestes, els responsables van abandonar aquesta idea i l'edifici es va mantenir intacte. Avui acull el Museu del Parlament.

## Edifici
Vist des de dalt, el jaciment, que ocupa una superfície de 32 hectàrees, té forma de dos bumerangs tancats en un cercle. L'edifici va ser dissenyat per "asseure's" a sobre de l'Antic Parlament quan es veu des de lluny. És quatre metres més alt que l'alçada original del turó. Al voltant d'un milió de metres cúbics de roca va haver de ser excavat. Gran part del complex es troba sota la superfície del Turó Capital, però les sales de reunions i l'allotjament dels parlamentaris són independents. Hi ha 23.000 lloses de granit adossades a les parets corbes. L'edifici consta de 300.000 m³ de formigó i disposa de 3.000 habitacions. Al cim del turó s'aixeca un pal de bandera de 81 metres d'alçada que pesa 200 tones i està fet d'acer inoxidable polit. La bandera de 15 quilograms fa 12,8 metres de llarg i 6,4 metres d'ample, que és aproximadament la meitat de la mida d'una pista de tennis.

## Habitacions

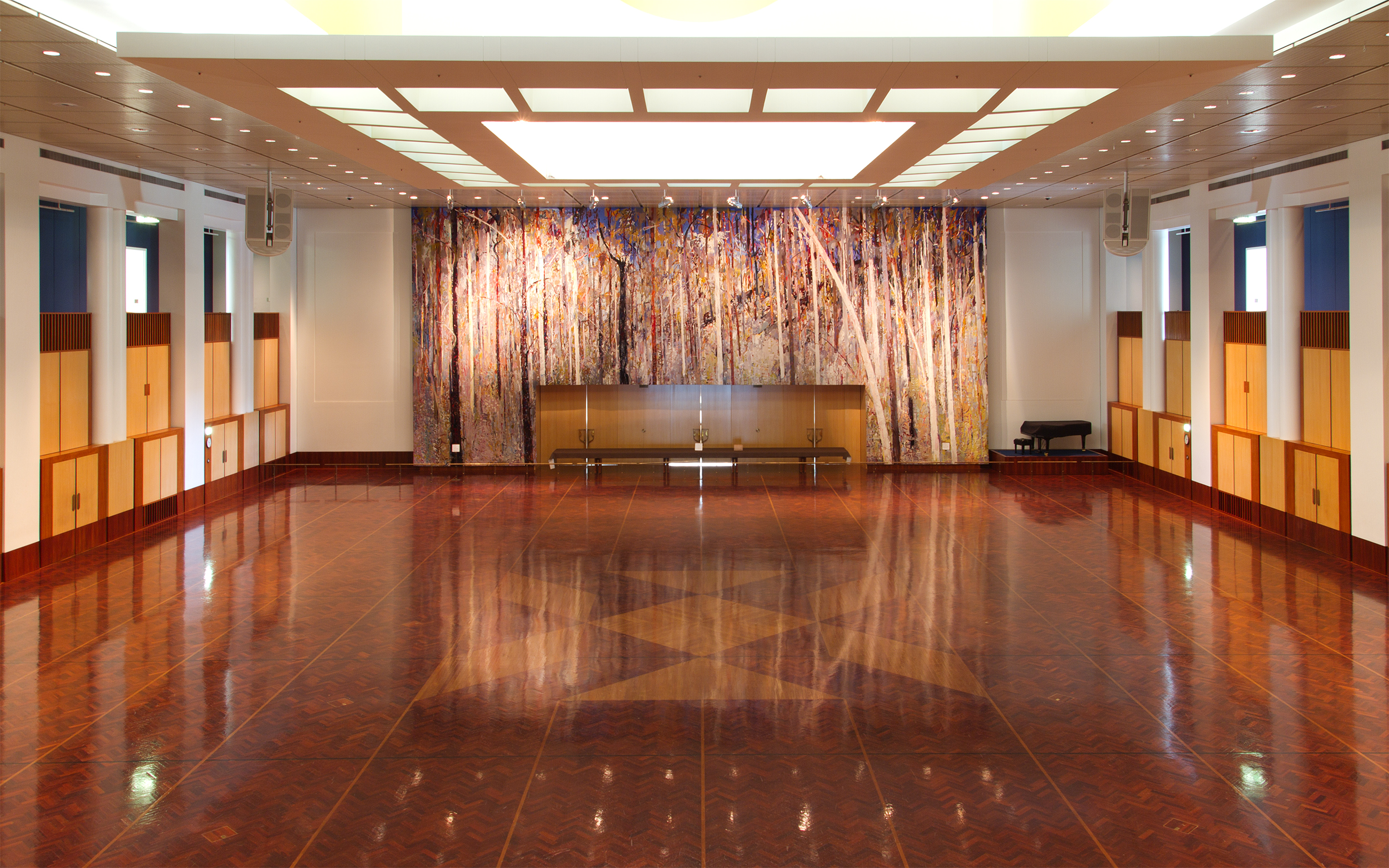
Gran saló

Des de l'entrada s'arriba al vestíbul principal. Això continua fins a la Sala Gran; les parets estan decorades amb tapissos basats en una pintura d'Arthur Boyd (això també està exposat a l'edifici). Aquí tenen lloc esdeveniments importants per al Parlament o per al país en general. La Sala Gran també està oberta al públic, per casaments o en cerimònies de graduació a la propera Universitat de Canberra. A sota dels tapissos del Gran Saló hi ha una paret corredissa que obre el pas al Saló dels Socis. Hi ha una font d'aigua al mig d'aquesta sala de reunions de MP. A l'extrem oposat de la Sala dels Membres hi ha l'ala ministerial amb les oficines del primer ministre i altres membres del govern. A l'esquerra hi ha l'entrada a la cambra de la Cambra de Representants, a la dreta l'entrada a la cambra del Senat. S'accedeix a la galeria de visitants mitjançant una gran escala.

## Cambra de Diputats

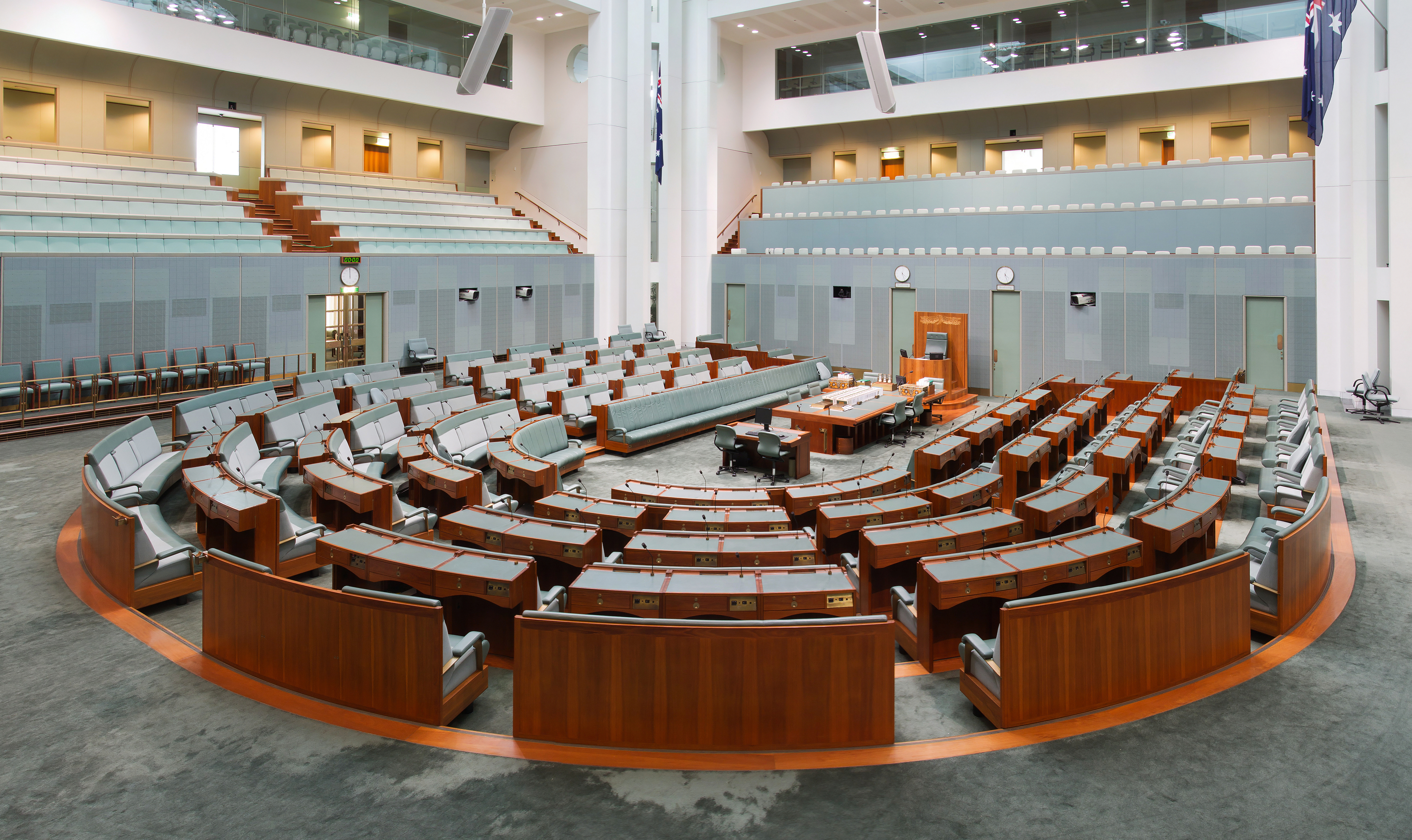
Cambra de Diputats

Inspirat en l'esquema de colors de la Cambra dels Comuns britànica al Palau de Westminster a Londres, els mobles de la cambra de la Cambra de Representants presenten tons verds. Tanmateix, el color és menys intens i recorda les fulles dels eucaliptus. La caixa de premsa es troba al davant i les grades dels espectadors es troben als costats esquerre i dret. Hi ha galeries de visualització separades insonoritzades per a les classes escolars, ja que està prohibit parlar durant les sessions parlamentàries. Els parlamentaris de les primeres files de seients van al púlpit ricament decorat al mig de la sala i parlen des d'aquesta caixa d'enviaments. Els bancs del darrere tenen micròfons als seus escriptoris i estan dempeus durant el seu discurs. Com és habitual als parlaments del sistema de Westminster, els parlamentaris del partit al govern seuen a la dreta del portaveu i l'oposició a l'esquerra. Independents i parlamentaris de partits més petits asseuen als bancs creuats. Els dos bancs més propers a la caixa de despatx estan reservats per al Govern a la dreta i el gabinet ombra a l'esquerra.

## Sala del Senat

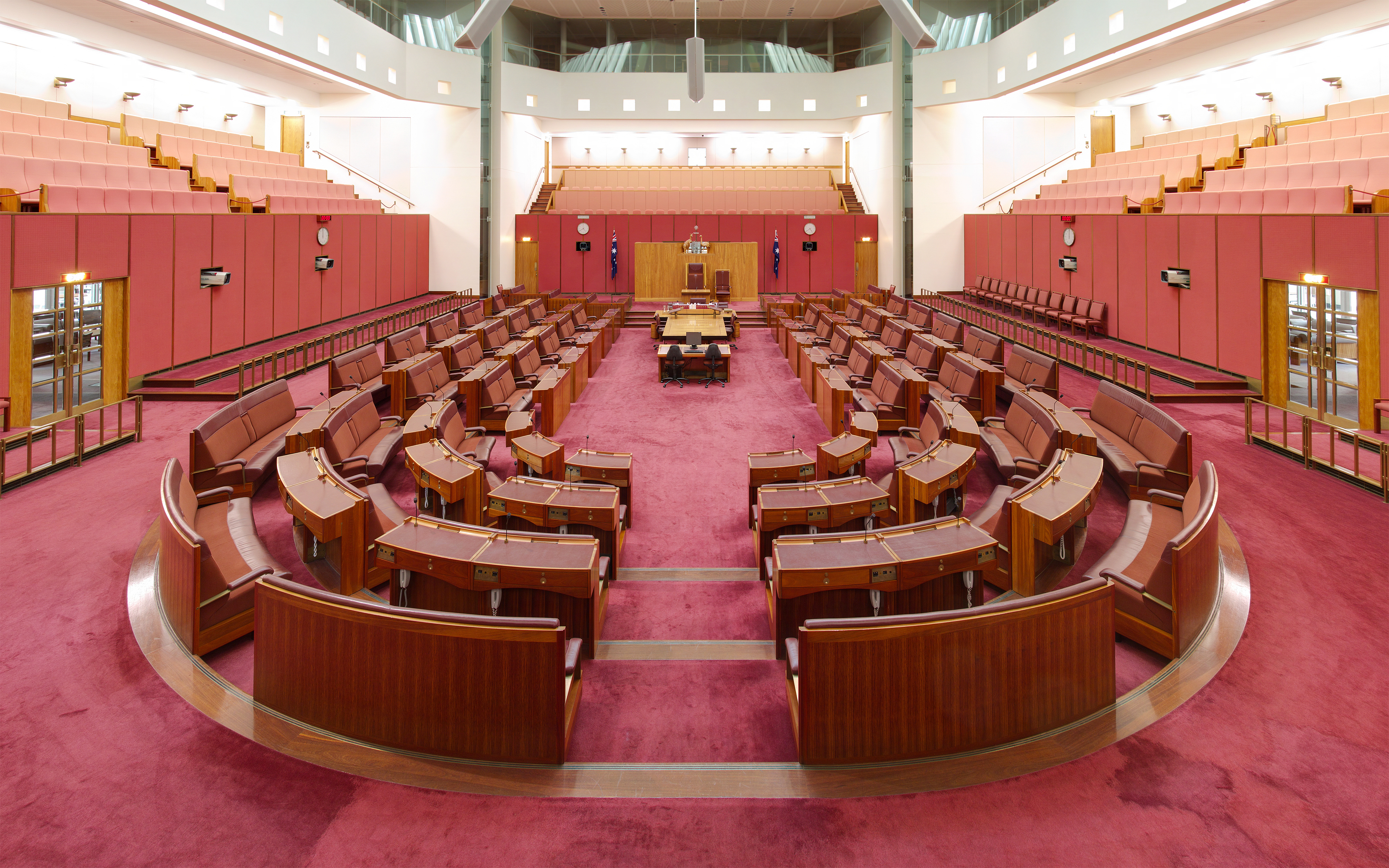
Sala del Senat

El color vermell de la cambra del Senat correspon a l'esquema de colors de la Cambra dels Lords britànica. Aquí també, el to de color s'atenua; el vermell ocre vol recordar la terra i els colors de l'interior. La disposició de les grades dels espectadors és gairebé la mateixa que a la cambra de la Cambra de Representants. Al Senat, només els líders del govern i de l'oposició van al púlpit al mig de la sala, els altres bancs davanters i tots els de darrere fan servir els micròfons als seus escriptoris. A diferència de la Cambra de Representants, la primera fila de bancs no és diferent de les altres files. Les sales de treball dels periodistes parlamentaris es troben directament sobre la sala del Senat.